# BBC Radio Cambridgeshire
BBC Radio Cambridgeshire – brytyjska stacja radiowa należąca do publicznego nadawcy BBC i pełniąca w jego sieci rolę stacji lokalnej dla hrabstwa Cambridgeshire. Nadaje od 1 maja 1982 roku i obecnie dostępna jest w cyfrowym i analogowym przekazie naziemnym oraz w Internecie. Do najbardziej znanych prezenterów rozgłośni należy Richard Spendlove. 
Główny ośrodek stacji znajduje się w Cambridge, zaś drugie studio w Peterborough. Pasmo śniadaniowe w dni powszednie, od 6:00 do 9:00, nadawane jest równolegle z obu miast, z zastosowaniem rozszczepienia sygnału. Oprócz audycji własnych stacja transmituje również programy siostrzanych stacji lokalnych BBC z Chelmsford, Ipswich, Northampton, Leeds i Norwich, a także programy ogólnokrajowego BBC Radio 5 Live. 